# فرودگاه کاتوویتسه موخوویتس
فرودگاه کاتوویتسه موخوویتس (به انگلیسی: Katowice-Muchowiec Airport) (به زبان بومی: Lotnisko Katowice-Muchowiec) یک فرودگاه است که یک باند فرود بتن (in part destroyed by coal و mining, تعطیل) دارد و طول باند آن ۱۱۱۰ متر است. این فرودگاه در شهر کاتوویتس کشور لهستان قرار دارد و در ارتفاع ۲۷۷ متری از سطح دریا واقع شده است.